# Bispbergs klack
Bispbergs klack este o arie protejată (arie specială de conservare — SAC, sit de importanță comunitară — SCI) din Suedia întinsă pe o suprafață de 53,9 ha, integral pe uscat.

## Localizare
Centrul sitului Bispbergs klack este situat la coordonatele 60°21′07″N 15°48′51″E / 60.3519°N 15.8142°E.

## Înființare
Situl Bispbergs klack a fost declarat sit de importanță comunitară în decembrie 1995 pentru a proteja un număr necunoscut de specii din flora spontană și fauna sălbatică aflate în arealul zonei. Situl a fost protejat și ca arie specială de conservare în martie 2011.

## Biodiversitate
Situată în ecoregiunea boreală, aria protejată conține 2 habitate naturale: Pante stâncoase silicioase cu vegetație casmofită, Taiga vestică.
La baza desemnării sitului se află un număr nedeclarat de specii protejate.